# 魂魄神星
魂魄神星（79360 Sila-Nunam）是柯伊伯带的双元天体，被发现时的临时编号为1997 CS29，发现者是美国籍越南女性天文学家劉麗姮、耶鲁大学的大卫·拉比诺维茨、双子星天文台的乍德·特鲁希略和陈军（音译）。

魂魄神星为双小行星，由直径为243公里的魄神星（Sila）和直径为230公里的魂神星（Nunam）组成。
魂魄神星的命名取自因纽特神话中的两位创世神祇：天空与气息之神西拉和冰冻大地女神奴娜姆（Nunam）。因纽特人认为万物有灵，灵又分为魂（free soul）和魄（breath soul）两种，虫鱼鸟兽人有魂也有魄，而花木山石有魂但无魄。魄来自于气息之神西拉，而魂来自于冻土女神奴娜姆、驯鹿女神普金娜（Pukimna）和北冰洋女神塞德娜。